# Olympische Sommerspiele 1932/Teilnehmer (Polen)
| Gelbes Symbol für Goldmedaillen mit stilisierten Olympischen Ringen | Graues Symbol für Silbermedaillen mit stilisierten Olympischen Ringen | Braundes Symbol für Bronzemedaillen mit stilisierten Olympischen Ringen |
| ------------------------------------------------------------------- | --------------------------------------------------------------------- | ----------------------------------------------------------------------- |
| 2                                                                   | 1                                                                     | 4                                                                       |

Polen nahm an den Olympischen Sommerspielen 1932 in Los Angeles mit einer Delegation von 51 Athleten (42 Männer und 9 Frauen) an 21 Wettkämpfen in vier Wettbewerben teil.
Die polnischen Sportler gewannen zwei Gold-, eine Silber- und vier Bronzemedaillen. Olympiasieger wurden die Leichtathleten Janusz Kusociński über 10.000 Meter und Stanisława Walasiewicz über 100 Meter. Fahnenträger bei der Eröffnungsfeier war der Ruderer Janusz Ślązak.

## Teilnehmer nach Sportarten

### Fechten
Männer
- Tadeusz Friedrich
Bronze  Säbel Mannschaft
- Adam Papée
Bronze  Säbel Mannschaft
- Władysław Segda
Bronze  Säbel Mannschaft
- Leszek Lubicz-Nycz
Bronze  Säbel Mannschaft
- Marian Suski
Bronze  Säbel Mannschaft
- Władysław Dobrowolski
Bronze  Säbel Mannschaft

### Kunstwettbewerbe
- Jerzy Skolimowski
- Józef Klukowski
- Janina Konarska-Słonimska
- Edmund Bartłomiejczyk
- Wacław Borowski
- Michał Boruciński
- Michał Bylina
- Zbigniew Czech
- Eugeniusz Geppert
- Tadeusz Gronowski
- Jadwiga Hładki
- Wojciech Jastrzębowski
- Alfons Karny
- Antoni Kenar
- Michał Kondracki
- Józef Korolkiewicz
- Józef Krudowski
- Jeremi Kubicki
- Rafał Malczewski
- Edward Manteuffel
- Franciszek Masiak
- Leonja Nadelman
- Olga Niewska
- Edgar Norwerth
- Marja Obrębska
- Stefan Osiecki
- Wiktor Podoski
- Konrad Srzednicki
- Franciszek Strynkiewicz
- Andrzej Stypiński
- Karol Tchorek
- Jadwiga Umińska

### Leichtathletik
Männer
- Janusz Kusociński
Gold  10.000 m
- Zygmunt Heljasz
- Jerzy Pławczyk
- Zygmunt Siedlecki

Frauen
- Felicja Schabińska
- Jadwiga Wajs
- Stanisława Walasiewicz
Gold  100 m

### Rudern
- Henryk Budziński
Silber  Zweier ohne Steuermann
- Jan Krenz-Mikołajczak
Silber  Zweier ohne Steuermann
- Jerzy Braun
Bronze  Zweier mit Steuermann
Bronze  Vierer mit Steuermann
- Janusz Ślązak
Bronze  Zweier mit Steuermann
Bronze  Vierer mit Steuermann
- Jerzy Skolimowski
Bronze  Zweier mit Steuermann
Bronze  Vierer mit Steuermann
- Stanisław Urban
Bronze  Vierer mit Steuermann
- Edward Kobyliński
Bronze  Vierer mit Steuermann